# Yr Ystog
Yr Ystog (En anglès Churchstoke o Church Stoke) és un poble del comtat de Powys, a Gal·les, però situat al costat de la frontera amb Anglaterra, al creuament entre les carreteres A489 i A490. Està envoltat per les muntanyes Todleth Hill, Roundton Hill i Corndon Hill. Els rius Caebitra i Camlad conflueixen al costat de la vil·la. La ciutat més propera és Montgomery.
La comunitat de Yr Ystog cobreix una àrea més gran que el poble pròpiament dit. Recentment, la part apartada de la comunitat al voltant de Weston Madoc va ser transferida a la comunitat de Montgomery.
Etimològicament, el nom del poble l'identifica com una granja o assentament amb una església; el 1086 apareix com a 'Cirestoc' al Domesday Book.
Actualment, el poble disposa de diverses instal·lacions, com ara una gran superfície comercial (Harry Tuffins), així com una escola primària, dos Pubs (El The Horse and Jockey i el The Court House Hotel), un restaurant xinès de menjar ràpid i una gelateria. Els diumenges és dia de mercat. El centre d'Yr Ystog és considerat un espai a conservar.